# نيجمة مهدبة
نيجمة مهدبة (الاسم العلمي:Geastrum fimbriatum) هي نوع من الفطريات تتبع جنس النيجمة من الفصيلة النيجمية.